# Kate Sperrey
Eleanor Catherine Sperrey, nota anche come Kate Sperrey o con lo pseudonimo di E.K. Mair (Geelong, 7 gennaio 1862 – Blenheim, 23 aprile 1893) è stata una pittrice neozelandese, nota ritrattista locale della fine del XIX secolo.
Ha dipinto ritratti di molti dei più noti statisti della Nuova Zelanda e ha opere nelle collezioni permanenti del Museo della Nuova Zelanda Te Papa Tongarewa, della Biblioteca Alexander Turnbull, della Galleria d'arte di Auckland e del Museo d'arte di Whangarei.

## Primi anni di vita

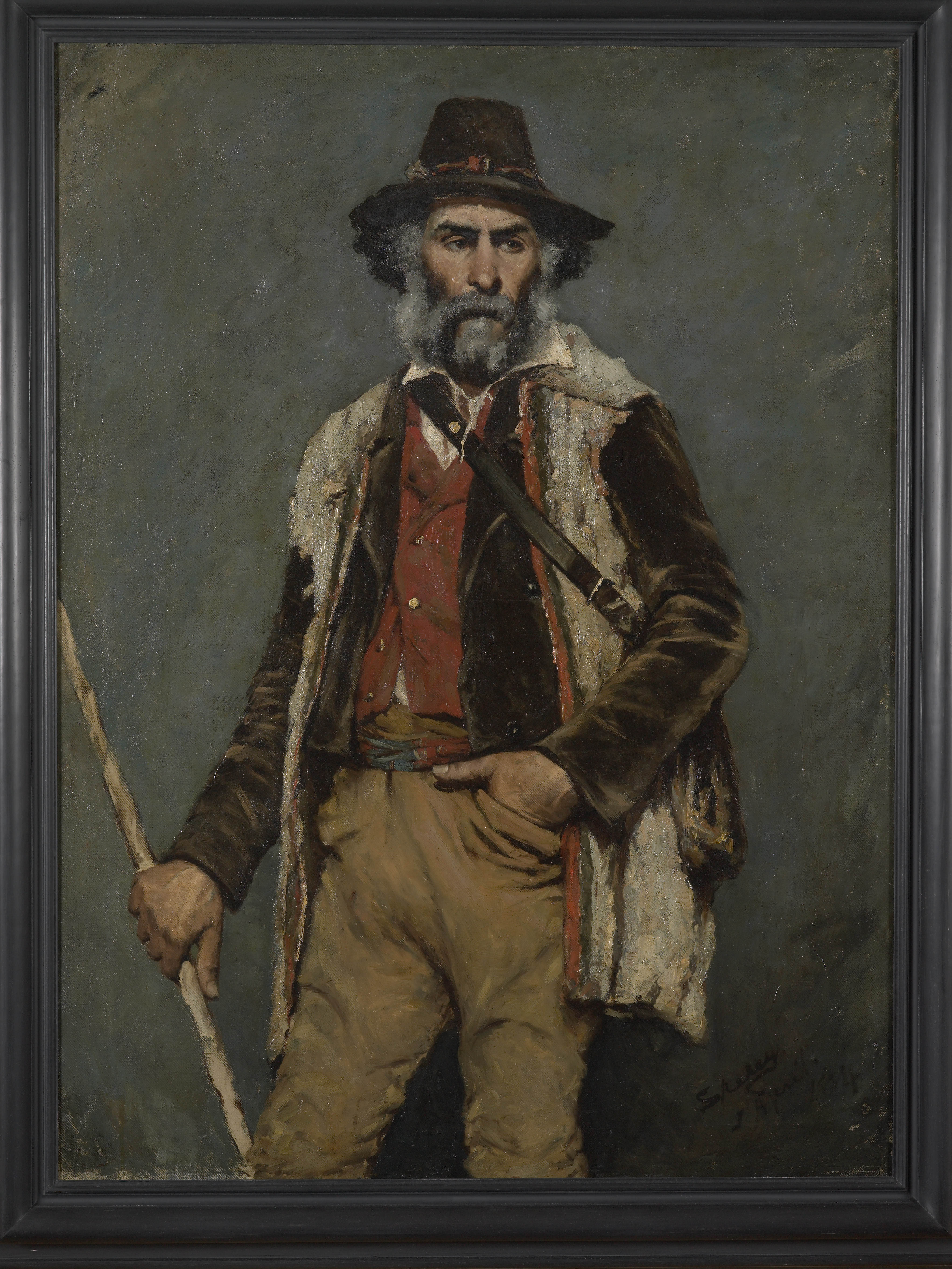
Capraio italiano, 1884, di Eleanor Catherine Sperrey. Dono di Miss KA Mair, 1912. Te Papa (1912-0029-1)

Eleanor Catherine Sperrey nacque il 7 gennaio 1862 a Geelong, Victoria, Australia da Eleanor (nata Maunder) e John Sperrey. L'anno successivo, la sua famiglia si trasferì a Dunedin, in Nuova Zelanda, dove suo padre, che era stato un commerciante di legname, era impiegato nell'ufficio del sub-tesoriere come impiegato. Nel 1865, sua madre morì e Kate fu cresciuta da suo padre. Iniziò gli studi alla Otago Girls' High School nel 1873 e studiò arte con David Con Hutton, preside della Otago School of Art. Presentò una sua opera alla Intercolonial Juvenile Industrial Exhibition a Melbourne nel 1880 e vinse una medaglia d'argento. Intorno al 1881, la Sperrey si recò a Roma per studiare ritrattistica con Giuseppe Ferrari. Il suo studio di un capraio italiano vinse una medaglia d'oro al concorso Prix de Rome, ed era considerato il suo capolavoro. Prima di tornare a casa in Nuova Zelanda, la Sperrey studiò anche a Londra e Parigi.

## Carriera

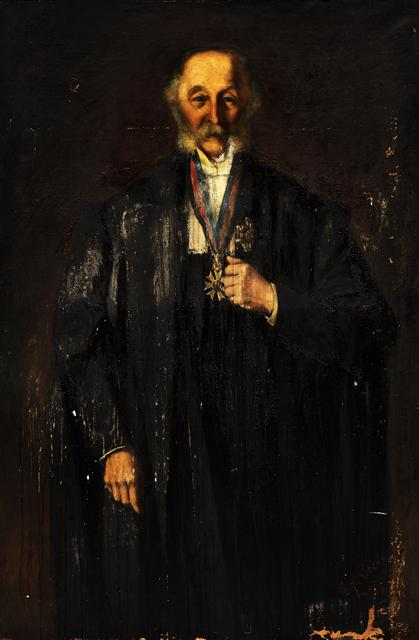
Sir William Fitzherbert di Eleanor Catherine Sperry. Museo d'arte di Whangarei Te Manawa Toi

Sperrey tornò in Nuova Zelanda nel 1884, trasferendosi a Wellington, dove suo padre viveva e lavorava come commissario per le tasse. Mise su uno studio e divenne una ritrattista ufficiale, unendosi all'Associazione degli studenti d'arte della Nuova Zelanda nel 1885. L'organizzazione, con sede ad Auckland, incoraggiava i membri a dipingere esclusivamente soggetti che avevano a che fare con la Nuova Zelanda. Nel 1886, trasferì il suo studio a Lambton Quay. Partecipò a numerose mostre, tra cui le mostre della Otago Art Society sia nel 1886 che nel 1887, la mostra della New South Wales Art Society del 1886 alla Sydney Town Hall, le mostre della Auckland Society of Art del 1887 e 1888, la Centennial Exhibition del 1889 a Melbourne e la South Seas Exhibition di Dunedin sia nel 1889 che nel 1890.
Il 19 settembre 1888, a Wellington, la Sperrey sposò il capitano Gilbert Mair, di cui aveva dipinto un ritratto nel 1886 quando gli era stata assegnata la Croce della Nuova Zelanda. Mair era un soldato e un impiegato statale, che in precedenza aveva avuto due figli e una figlia con Keita Kupa, donna della tribù Ngāti Tūwharetoa. La nuova coppia ebbe due figli, John Gilbert, il 5 luglio 1889, che morì in tenera età, e Kathleen Irene, nota come Airini (1891-1965), che sarebbe diventata un'artista nota con il suo nome da sposata, come K. Airini Vane. Dopo il suo matrimonio, la Sperrey continuò a dipingere, firmando le sue opere come E.K. Mair.

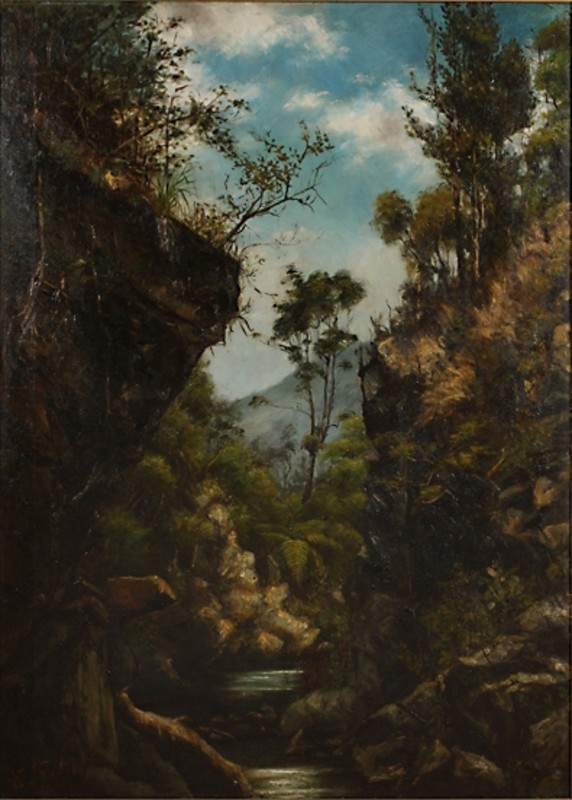
Bushstream Wainuiomata di Eleanor Catherine Sperry. Museo d'arte di Whangarei Te Manawa Toi

Nel 1889, la Mair realizzò dipinti che guadagnarono il primo, il secondo e il terzo premio, nella categoria olio e acquerello della Melbourne Fine Art Exhibit. Prevalentemente conosciuta come ritrattista, dipinse figure come Sir Harry Atkinson, John Ballance, Sir William Fitzherbert, Sir George Gray e James Macandrew, tra gli altri. Era anche rinomata per i suoi dipinti di soggetti Maori, alcuni dei quali includevano Wairingiringi, una donna Ngāti Mahuta e suo marito, Te Wahanui, il leader tribale Ngāti Maniapoto. Nel 1890, in occasione del Giubileo d'Oro della Nuova Zelanda, fu pubblicato Musings in Maoriland, di Thomas Bracken, che delineava lo sviluppo artistico e letterario della colonia. Il volume commemorativo di 400 pagine fu illustrato con schizzi a seppia della Sperrey che furono incisi a Norimberga, in Germania. Due delle sue ultime opere erano ritratti dei suoi stessi figli.

## Morte ed eredità
La Mair morì il 23 aprile 1893 a Blenheim, in Nuova Zelanda e fu sepolta a Wellington nel cimitero di Bolton Street, accanto a suo padre. Il suo autoritratto è nella collezione della Biblioteca Alexander Turnbull e la sua opera più nota, il Capraio italiano è nella collezione del Museo della Nuova Zelanda Te Papa Tongarewa. Ha anche opere nella Auckland Art Gallery e nella Christchurch Art Gallery. Nel 2000, fu presentata una retrospettiva delle sue opere al Whangarei Art Museum tra gennaio e marzo, seguita da una presentazione alla Sarjeant Gallery, che si protrasse fino alla fine di maggio. Il Whangarei Art Museum ospitò una mostra con due delle opere della Mair, nel 2012. Uno era il suo ritratto del primo ministro Sir George Gray e l'altro era un dipinto di un paesaggio cespuglioso. I due dipinti erano in deposito da un secolo e ora fanno parte della collezione permanente del museo.